# A–10 Thunderbolt II
Az A–10 Thunderbolt II (magyar jelentése: villámcsapás, mennydörgés) szubszonikus sugárhajtású csatarepülőgép, melyet az 1970-es években az Amerikai Egyesült Államokban fejlesztettek ki, elsősorban a szovjet harckocsik mennyiségi fölényének ellensúlyozására.

## Fegyverzete
Erős páncélzatú, jó túlélőképességű repülőgép. Fő fegyvere a Gatling-rendszerű GAU–8 Avenger gépágyú, amely a repülőgép törzsének mintegy felét tölti ki, üres tömegének pedig körülbelül a harmadát teszi ki. Ez a fegyver képes a teherjárművek és lövészpáncélosok megsemmisítésére, illetve a harckocsik súlyos rongálására (az Öbölháborúban bizonyítottan a T-sorozat megsemmisítésére is). Hosszú sorozatlövés leadására azonban ritkán kerül sor a lőszer-javadalmazás szűkössége és a fegyver nagy tűzgyorsasága miatt, ezért 10-20 lövéses rögzített sorozatokat („tűzcsapásokat”) lőve küzdi le a célokat. A földön előbb hallani a becsapódó lövedékeket mint a lövések hangját (a „Mennydörgés” nevet innen kapta). Tüzelés közben akkora visszaható (reakció-) erők lépnek fel, hogy az irányíthatóság megőrzése érdekében a gépágyút a gép hossztengelyébe kellett beépíteni, máskülönben kormányozhatatlanná válna. Az orrfutót ezért aszimmetrikusan, jobb felé elhúzva építették be. Erősen páncélozott célok vagy fontos tereptárgyak (például hidak) ellen az AGM–65 Maverick rakétákkal és bombákkal szerelik fel, amelyekből akár egy tucatot is szállíthat 10 darab szárny alatti fegyverfelfüggesztő csomópontján. Önvédelmi célra AIM–9 Sidewinder légiharc-rakéták használhatók (a szélső pilonokon iker-indítósíneken). Ezeket ritkán szerelik fel, mivel az Amerikai Légierő szuperszonikus vadászgépei képesek biztosítani a csatatér feletti helyi légifölényt.

## Jellemző technikai megoldások
A csatarepülőgép védelmét a pilótafülkét körbevevő páncélkazamata (titán „fürdőkád”) biztosítja, illetve a fontosabb rendszerek, hajtóművek, a függőleges és vízszintes vezérsíkok, kormányrudazat duplázva, triplázva vannak és a géptörzs különböző helyein vezetik végig azokat, hogy egyetlen találat ne tudja működésképtelenné tenni mindet. Orosz elemzés szerint az A–10 védelmének leggyengébb pontjai a pilóta magas „panorámás” üléshelyzete a polikarbonát kabintető alatt és az amerikai gép alacsony (kb. 680 km/h) sebessége, ami miatt több időbe telik a légicsapás után elhagynia a harcteret, ezalatt könnyebb eltalálni. A gyakorlatban az iraki hadszíntéren kevés gép veszett el bevetésen, a jó kilátás viszont nagyban segítette a pilótákat a célok megtalálásában, mivel ebben műszeres támogatásra nem számíthattak.
A „Warthog” („varacskos disznó”) becenéven emlegetett repülőgép ugyanis amerikai szemszögből – szándékosan – igen primitív színvonalú fedélzeti rendszerekkel rendelkezik, például sem robotpilóta és kormányerő-csökkentő, sem helymeghatározó rendszer és éjjellátó nem szerepelt az eredeti kiépítésben. Műszerei hagyományos óraszámlapos kialakításúak, alumínium sárkányszerkezete nélkülözi a fejlett kompozitanyagokat, ami mind a könnyű karbantarthatóságot és sérülésállóságot szolgálta.

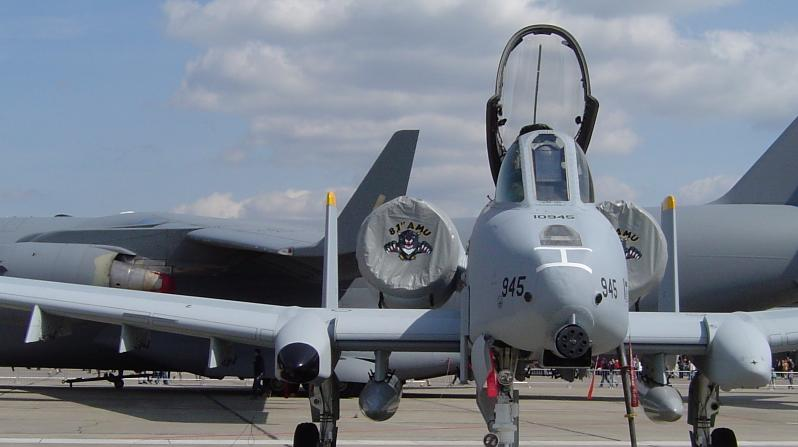
A–10A szemből. Jól látható az aszimmetrikusan beépített orrfutó

Bár az A–10-et ideiglenes típusnak tervezték, az első iraki háború után a leváltására végrehajtott kísérletek kudarcot vallottak, mivel a páncélozatlan F–16 vadászbombázó földközelben harcolva túl sebezhetőnek bizonyult és könnyű szerkezete sem viselte el tartósan a GAU–8 gépágyú konténerbe szerelt változatának többtonnás reakcióerejét.

## Típusváltozatok
- YA–10A: tizenkét darabos elősorozat a sorozatgyártás előtti tesztekre.
- A–10A: együléses sorozatban gyártott csatarepülőgép.
- YA–10B Night/Adverse Weather (gyakran TA–10A): kétüléses kísérleti prototípus. Egy épült egy A–10A átépítésével.
- OA–10A: tüzérségi megfigyelő és előretolt légiirányító feladatkörben alkalmazott változat (az OV–10 Broncók leváltására).
- A–10C: a Precision Engagement (PE) program keretében modernizált változat.

## Modernizálás
A kilencvenes években az A–10A-t modernizálták, a robotpilóta beépítése már lehetővé teszi a személyzet kímélését, a hosszú idejű, légi utántöltéssel fenntartott őrjáratozó vagy támadó bevetések végrehajtását és a nagy távolságú áttelepüléseket is megkönnyíti. A gép GPS navigációs rendszert és részleges éjszakai bevethetőséget biztosító felszereléseket kapott (pl. a pilóta éjjellátó szemüveget és ezzel kompatibilis műszerfal-világítást), külső függesztésű célmegjelölő konténert hordozhat, alkalmas a tábori tüzérség irányítására (OA–10A) vagy irányított bombák bevetésére. A típusra jelenleg is képeznek ki új pilótákat, mivel a volt Jugoszlávia feletti légi hadműveletekben és a terror elleni háborúban jól szerepelt, feladatkörében nélkülözhetetlen.
A repülőgépet nem exportálták, de a fejlesztésének hírére építették a Szovjetunióban a Szu–25-öt, melyet szovjet megfelelőjének szántak. A szovjet tervezők a két, a műholdfotókon látott tendertípus közül a Northrop YA–9-es prototípusát tartották jobb konstrukciónak, ezért a Szu–25 erre hasonlít.
Bár az A–10A-kat 2005-től építették át a modernizált A–10C változatokra, a 2010-es évektől időről-időre előtérbe került a típus kivonása, illetve számuk jelentős csökkentése, melynek idejét a 2021-es költségvetési évre irányozták elő. A 2017-re kiírt szárnycsere-programot is visszavonták. Mégis, az utolsó 173 darab A–10-en 2019 augusztusáig elvégezték a szárnycserét (162-n a Hill AFB-n, 11-en pedig a dél-koreai Osan AB-n). A projekt még 2007-ben indult a Boeing közreműködésével.
A 281 darab aktív repülőgép kivonását azonban a fel-fellángoló konfliktusokbani eredményes alkalmazása (Irak, Afganisztán és Szíria), valamint a váltótípusok (F–16 és F–35A) nem kellő hatékonysága, minden alkalommal felülírta. Az utolsó lökést a szükségszerű modernizáció felé 2016 nyarán kapták, 2017-ben az összes repülőgépet felszerelték a AN/ARS–6(V)12 (LARS, Lightweight Airborne Recovery System) jelű 3D-s kommunikációs rendszerrel, mely a pilóta sisakjába beépített hangszórókon keresztül mutatja meg a veszélyforrások irányát. Új fegyvereket integráltak a rendszereikbe: 2013-tól alkalmazhatják a lézervezérlésű AGR–20A-t (APKWS II, Advanced Precision Kill Weapon System II), amely a 70 mm-es Hydra 70 nemirányított rakéta lézervezérelt változata, valamint a GBU–39 SDB-t és a JDAM GBU-31(V)3 változatát, melyekkel új harceljárásokat is ki kellett dolgozni és begyakorolni, hogy növeljék a típusváltozat alkalmazhatóságának spektrumát, akár éjszakai bevetések esetén is. Új sisakcélzó rendszerrel is felszerelték a flottát, melyet a Thales szállít HObIT (Hybrid Optical-based Inertial Tracker) néven, amely integrálva lett a Scorpion sisakra, amelyet szintén 2013 óta alkalmaznak. Az egyre-másra kiírt fejlesztési programoknak köszönhetően – új nagy kijelzős műszerfal, zavarszűrt GPS adó-vevő, modernizált rádió és térképező motor, továbbfejlesztett tűzvezető rendszer, navigációs rendszer – a kivonásuk 2035-ig nem várható.

## Médiamegjelenések
Az A–10 Thunderbolt II repülőgéptípus megjelenik - többek között - a következő filmekben: Bőrnyakúak, Terminátor: Megváltás, Az acélember. Videójátékok közül említésre méltó az A-10 Tank Killer, mely teljes egészében erről a típusról szól, illetve az Ace Combat videójáték-sorozat.